# 腓力 (總督)
腓力（希臘語:  ; ?—前318年），他在前327年被亞歷山大大帝任命為粟特總督，並一直擔任這個職務，統治所有行省中最遙遠的一個。在亞歷山大逝世後，各繼業者重新分配了帝國勢力，在前321年特里帕拉迪蘇斯分封協議裡腓力改任帕提亞總督。在前318年，鄰近的米底亞總督培松企圖在帝國東部擴張他的勢力，進攻鄰近帕提亞行省，殺了腓力並任命其兄弟歐德摩斯為帕提亞新總督。